# Fred Maher
Frederick J. Maher (...) è un batterista, produttore discografico e programmatore musicale statunitense.
Collaborò con Bill Laswell suonando nei gruppi Massacre (fondato da Fred Frith), Dance e Material. Fu anche membro degli Scritti Politti e suonò per Lou Reed. Nel 1984 pubblicò il suo unico album in studio, Basic, realizzato in collaborazione con l'ex-chitarrista dei Voidoids Robert Quine.
Come produttore Maher lavorò sempre per Reed, al disco New York (1989), per Lloyd Cole, all'omonimo debutto solista (1990) per Matthew Sweet, a Girlfriend (1991), e per le band Trip Shakespeare (Across the Universe del 1990), Information Society (l'omonimo debutto del 1988, Hack del 1990 e il brano Don't Be Afraid del 1997).

## Discografia solista
- Basic - con Robert Quine (1984)